# نیروی داوطلب اولستر
نیروی داوطلب اولستر (UVF) یک گروه شبه نظامی وفادار به پادشاهی متحده در اولستر است. این گروه نظامی در سال ۱۹۶۶ پدید آمد. اولین رهبر آن گوستی اسپنس، سرباز سابق ارتش انگلیس از ایرلند شمالی بود. این گروه مبارزات مسلحانه حدوداً سی ساله‌ای را در جریان درگیری‌های ایرلند شمالی، در کارنامه دارند. این جنگ در سال ۱۹۹۴ به آتش‌بس بدل شد و در سال ۲۰۰۷ رسماً داوطلبان اولستر به مبارزات خود پایان دادند؛ اگرچه برخی از اعضای آن به خشونت و اقدامات جنایتکارانه ادامه دادند. گروه داوطلبان اولستر توسط انگلستان و جمهوری ایرلند به عنوان یک سازمان تروریستی طبقه‌بندی می‌شود.
اهداف اعلام شده UVF مبارزه با جمهوری‌خواهی ایرلندی - به ویژه با ارتش جمهوری‌خواه ایرلند (IRA) - و حفظ وضعیت ایرلند شمالی به عنوان بخشی از پادشاهی متحده بود. داوطلبان اولستر مسئول مرگ بیش از ۵۰۰ کشته‌است. اکثریت قریب به اتفاق (بیش از دو سوم) قربانیان آن غیرنظامیان کاتولیک ایرلندی بودند که اغلب به‌طور تصادفی کشته می‌شدند. در طول درگیری، مرگبارترین حمله آنان در ایرلند شمالی و در واقعهٔ بمب‌گذاری سال ۱۹۷۱ در یک بار بود که منجر به کشته شدن پانزده غیرنظامی شد. این گروه همچنین از سال ۱۹۶۹ به بعد حملاتی را در جمهوری ایرلند انجام دادند. بزرگترین آن‌ها بمب‌گذاری در دوبلین و موناگان در سال ۱۹۷۴ بود که منجر به کشته شدن ۳۴ غیرنظامی شد و آن را به مرگبارترین حمله تروریستی درگیری تبدیل کرد. بمب‌گذاری بدون اخطار و با استفاده از خودرو، توسط واحدهایی از تیپ‌های بلفاست و مید-اولستر انجام شده بود. تیپ مید-اولستر همچنین مسئول قتل‌های سال ۱۹۷۵ در میامی شو باند بود که در آن سه نفر از اعضای گروه معروف کاباره ایرلندی در یک ایست بازرسی ساختگی نظامیان مسلح با لباس ارتش انگلیس به ضرب گلوله کشته شدند. در این حمله دو عضو UVF به‌طور تصادفی منفجر شدند. آخرین حمله مهم UVF، قتل‌عام لوگینیزلند در سال ۱۹۹۴ بود که در آن اعضای گروه، شش غیرنظامی کاتولیک را در یک میخانه روستایی به ضرب گلوله کشتند. در سال‌های اخیر، این گروه به دلیل پنهان‌کاری و سیاست محدود نگهداشتن عضویت انتخابی خود، مورد توجه قرار می‌گرفت. دیگر گروه شبه نظامی اصلی وفاداران، در طول درگیری به نام انجمن دفاع اولستر (UDA) بود که عضویت گسترده‌تری داشت.
از زمان آتش‌بس، UVF در شورش‌ها، معاملات مواد مخدر و جرایم سازمان‌یافته نقش داشته‌است. همچنین برخی از اعضا مسئول سامان‌دهی مجموعه حملات نژادپرستانه‌ای شناخته شده‌اند.